# Бенджамин Бритън
Едуард Бенджамин Бритън (на английски: Edward Benjamin Britten) е английски композитор, диригент, виолист и пианист.
Сред най-известните му произведения са „Военен реквием“ (1961), „Вариации върху тема от Пърсел“, оперите „Питър Граймз“ (1945), „Похищението на Лукреция“ (1946), „Алберт Херинг“ (1947), „Били Бъд“ (1951), „Глориана“ (1953), „Завъртането на винта“ (1954), „Смърт във Венеция“ (1973).
През 1965 година получава Награда „Вихури Сибелиус“. Получава почетната титла барон Бритън през 1976 г.

## Биография
Бенджамин Бритън е роден на 22 ноември 1913 г. в Лоуестофт, Англия. От малък свири на пиано и прави първите си опити да композира като ученик. Негови учители са изтъкнати композитори като Франк Бридж, Джон Айрланд и Артър Бенджамин. Учи в Кралската музикална академия.
В края на 1937 г. Бритън се запознава с тенора Питър Пиърс, докато двамата помагат при разчистването на селската къща на общ приятел, загинал в самолетна катастрофа. Пиърс бързо става музикално вдъхновение и близък приятел на Бритън, който композира първото си произведение за него в рамките на няколко седмици от запознанството им – композиция за тенор и струнни по поемата на Емили Бронте „Хиляди блестьщи огньове“ (A thousand gleaming fires).
По време на Втората световна война живее и работи в Съединените щати, където пише някои мащабни произведения. Придобива световна слава след изпълнението на „Вариации върху тема от Пърсел“ през 1945 г. В същата година пише и първата си опера „Питър Граймз“, която бързо придобива международна популярност. До края на живота си пише още десетина опери, един балет („Принцът на пагодите“), оркестрови произведения и множество творби за соло тенор и оркестър, създадени специално за Питър Пиърс. Преработва и някои чужди опери.
За произведението си „Военен реквием“ от 1961 г. получава награда „Грами“ през 1963 г.

## Произведения

### Оркестрови произведения
- „Вариации на тема от Франк Бридж“
- „Проста симфония“ (Simple Symphony) (за струнен оркестър) (2 редакция – 1934)
- Симфония реквием
- „Канадски карнавал“ за оркестър
- „Шотландска балада“ за две пиана с оркестър
- Сюити на теми от Джоакино Росини – „Музикални вечери“ и „Музикални утра“
- Трета виолончелна сюита (c мотиви от руски народни мелодии) (1971)
- Фантастичен квартет за обой, цигулка, алто и виолончело
- Симфониета
- „Симфония и реквием“ (Sinfonia da Requiem) (1940)
- „Пролетна симфония“ (Spring Symphony) за солисти, хор и голям оркестър (1949)
- „Симфония за виолончело с оркестър“ (1964)
- Концерт за пиано с оркестър (1938)
- Концерт за цигулка с оркестър (1939)
- Струнни квартети (1931, 1941, 1945 и 1975)

### Опери, оратории, кантати, балети
- „Химн на Девата“ (1930)
- „Младенецът се роди“ (A boy was born), за хор (1934)
- „Нашите предци – ловци“ (1936)
- „Небожители“ (кантата за хор и оркестър, 1937)
- „Озарения“ (Les Illuminations), вокален цикъл по стихове на Артюр Рембо (1939)
- „Балада за героите“ (кантата, 1939)
- Седем сонета на Микеланджело, за тенор и пиано (1940)
- Коледни песни (Ceremony of Carols) (1942)
- „Възвеселете се в името на Агнеца“ (Rejoice in the lamb) – кантата по стихове на Кристофър Смарт (1943)
- Серенада (1943)
- „Питър Граймз“ (опера, 1945)
- Пътеводител за оркестър за млади слушатели (вариации и фуга по теми на Хенри Пърсел) (1945)
- „Похищението на Лукреция“ (опера, 1946)
- „Алберт Херинг“ (опера, 1947)
- „Хайде да направим опера“ (детска опера, 1949)
- „Били Бъд“ (опера, 1951)
- „Глориана“ (опера, 1953)
- „Завъртането на винта“ (опера, 1954)
- „Принцът на пагодите“ (The Prince of the Pagodas), балет (1957)
- „Китайски песни“ за глас и китара (Songs from the Chinese) (1957)
- „Ноевият ковчег“ (Noye's Fludde). Честърски миракъл, op. 59 (1958)
- Ноктюрно (1958)
- „Сън в лятна нощ“ (опера, 1960)
- „Военен реквием“ (1962)
- „Река Кърл“ (опера притча, 1964)
- Цикъл песни по думи на Александър Пушкин (1965)
- „Златна суета“ (The Golden Vanity). Водевил за хор на момчетата и пиано по текст на старинна английска балада, op. 78 (1966)
- „Горещата огнена пещ“ (The burning fiery furnace; опера притча, 1966)
- „Блудният син“ (The Prodigal Son, опера притча, 1968)
- „Смърт във Венеция“ (опера, 1973)

### Обработки, редакции на чужди произведения
- преработка на баладната комическа „Опера на бедните“ на Джон Гей и Йохан Кристоф Пепуш (1948)